# Martin Essl
Martin Essl (* 5. März 1962 in Österreich) ist ein österreichischer Unternehmer. Er führte das von seinem Vater, Karlheinz Essl senior, gegründete Familienunternehmen Baumax von 1999 bis 2014, wechselte im März 2014 in den Aufsichtsrat, bis das Unternehmen 2015 verkauft wurde.

## Tätigkeiten
Seine Ausbildung erfolgte an der Vienna Business School. Nach einem einjährigen Einzelhandelsvolontariat in den USA stieg Martin Essl 1983 in die Geschäftsführung der Baumax AG ein. 1989 wurde er stellvertretender Vorstandsvorsitzender; ab 1999 zeichnete er als Vorstandsvorsitzender für die strategische und operative Führung der Baumax AG verantwortlich. Per März 2014 wechselte er in den Aufsichtsrat der Baumax AG.
Unter seiner Unternehmensführung erfolgte die Expansion in die zentral- und osteuropäischen Länder. Das Unternehmen wurde 2015 aufgrund von finanziellen Schwierigkeiten verkauft.
2008 gründete Martin Essl gemeinsam mit seiner Frau Gerda die Essl Foundation, deren Hauptaktivität seit 2011 das Zero Project und das Engagement für Menschen mit Behinderungen ist. Der mit einer Million Euro dotierte Essl Social Prize zur Förderung von Sozialprojekten wurde von 2008 bis 2014 vergeben, musste dann aber aus finanziellen Gründen eingestellt werden.

## Auszeichnungen
- 2006: Ernst & Young Österreich: Entrepreneur of the Year 2006 in der Kategorie Dienstleistung & Handel[4]